# Artemotil
Artemotil (INN; còn gọi là β-arteether ), là một schizonticide máu tác động nhanh đặc biệt chỉ định để điều trị sốt rét Plasmodium falciparum kháng chloroquine và SRAT thể não trường hợp. Nó là một dẫn xuất bán tổng hợp của artemisinin, một sản phẩm tự nhiên của cây Trung Quốc Artemisia annua. Nó hiện chỉ được sử dụng như một loại thuốc thứ hai trong trường hợp sốt rét nặng.